# Sinagoga de Maribor
La Sinagoga de Maribor (en esloveno: Sinagoga Maribor) es una antigua sinagoga y actual museo en la ciudad de Maribor, Eslovenia. Está situada en lo que fue el centro del gueto medieval de Zidovská ulica ("calle judía") en Maribor , es una de las sinagogas más antiguas conservadas de Europa, y una de los dos queda en Eslovenia, siendo la otra la Sinagoga de Lendava (esloveno: Sinagoga Lendava). Alguna vez funcionó como el centro de la comunidad judía medieval en Maribor, que estuvo entre las más destacadas en los Alpes de la zona oriental.